# Abendessen

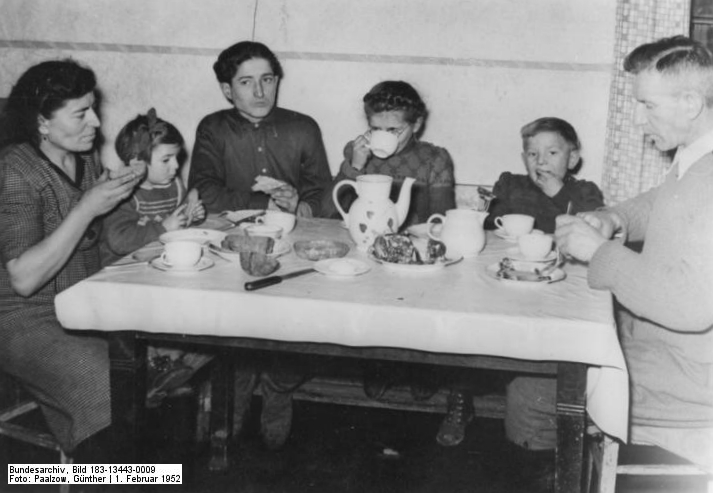
Bauernfamilie beim Abendessen (DDR, 1952)

Als Abendessen (auch „Abendmahl“, „Abendmahlzeit“ oder „Abendbrot“, in Süddeutschland und in der Deutschschweiz auch „Nachtessen“, „Znacht“ oder „Vesper“, im östlichen Österreich auch „Nachtmahl“ oder „Vesper“) bezeichnet man eine in den späteren Tagesstunden eingenommene Mahlzeit beliebiger Art. Ein eher festliches Abendessen wird – vornehmlich in der Hotellerie – auch als Souper bezeichnet, daneben auch als Diner (vom franz.: Dîner), seltener auch als Dinner (aus dem Englischen). Zeitpunkt und Umfang eines Abendessens werden von kulturellen Gepflogenheiten – einschließlich religiös und nichtreligiös begründeter Nahrungstabus – sowie individuellen Gewohnheiten und medizinischen Umständen bestimmt, die Gegenstände der Ernährungssoziologie sind.

## Deutschland
An Werktagen wird in Deutschland im Zuge der Veränderungen des Erwerbslebens das Mittagessen von immer mehr Menschen außer Haus eingenommen. Trotzdem sind in Mehrpersonen- bzw. Familienhaushalten die gemeinsamen Mahlzeiten immer noch von großer Bedeutung, so dass sich das Abendessen „zur Familienmahlzeit schlechthin“ entwickelt hat. In mehr als der Hälfte der deutschen Haushalte mit zwei erwerbstätigen Partnern wird abends gemeinsam gegessen. Sechzig Prozent der Deutschen über 12 Jahre nehmen das Abendessen zwischen 18 und 20 Uhr zu sich.
Achtzig Prozent der Deutschen pflegen die Tradition der gemeinsamen abendlichen Mahlzeit, vor allem am Wochenende. Etwa die Hälfte nimmt abends ein kaltes Abendbrot ein, die andere Hälfte eine warme Mahlzeit. Unter Berufstätigen ist der Anteil derjenigen, die ein warmes Abendessen einnehmen, höher. Typisch ist der Verzehr im Kreis der Familie oder von Freunden; bei einem Drittel der Bevölkerung wird dabei ferngesehen.
Im 13. Ernährungsbericht der Deutschen Gesellschaft für Ernährung wurde die Gemeinschaftsverpflegung in verschiedenen Einrichtungen untersucht. In 1,5 % der Kindertagesstätten wird – neben den anderen Mahlzeiten – auch ein Abendessen angeboten. In den Einrichtungen der stationären Seniorenpflege steht den Bewohnern zu 86,9 % ein Zeitraum von einer Stunde für das Abendessen zur Verfügung. Dabei hängt es von der jeweiligen Einrichtung ab, ob das Abendessen von der Pflege oder von weiteren Arbeitskräften bereitgestellt wird.

## Repräsentative Abendessen
Ein Abendessen, das als formales Festessen von Staats wegen zu einem besonderen Anlass oder zu Ehren eines Gastes und mit förmlicher Kleiderordnung ausgerichtet wird, ist ein Staatsbankett.  Es geht zurück auf die Festessen bei Hofe. Das Matthiae-Mahl des Senats der Freien und Hansestadt Hamburg gilt als „das älteste noch begangene Festmahl der Welt“ und hat seinen Ursprung im Convivium Eines Ehrbaren Rates von 1356.

## Ernährungswissenschaftliche Aspekte
Aus ernährungswissenschaftlicher Sicht gibt es keine Empfehlung für die vor allem im deutschen Sprachraum häufig vernommene und mit dem Protestantismus in Verbindung gebrachte Regel, abends eher weniger zu essen („Frühstücken wie ein Kaiser, Mittagessen wie ein Fürst, Abendessen wie ein Bettelmann“). Studien, die nach einem Zusammenhang zwischen dem Umfang des Abendbrots und dem Körpergewicht suchten, sind bisher zu keinem eindeutigen Ergebnis gekommen. Maßgeblich für das Körpergewicht ist weniger der Zeitpunkt der Mahlzeiten als vielmehr die Energie, die dem Körper dabei zugeführt wird.

## In der Literatur
Das Motiv des Abendessens ist vielfach in der Belletristik verarbeitet worden, so beispielsweise in dem Roman Mrs. Dalloway von Virginia Woolf, in dem es um die Vorbereitungen zu einem Abendessen geht, oder in dem Roman Holzfällen. Eine Erregung von Thomas Bernhard, der ein „künstlerisches Abendessen“ zu mitternächtlicher Stunde in der Wiener Gesellschaft schildert.